# Alcimochthes
Genre
Alcimochthes est un genre d'araignées aranéomorphes de la famille des Thomisidae.

## Distribution
Les espèces de ce genre se rencontrent en Asie de l'Est et en Asie du Sud-Est.

## Liste des espèces
Selon World Spider Catalog (version 25.0, 30/01/2024) :
- Alcimochthes limbatus Simon, 1886
- Alcimochthes melanophthalmus Simon, 1903
- Alcimochthes meridionalis Tang & Li, 2009

## Systématique et taxinomie
Ce genre a été décrit par Simon en 1886 dans les Thomisidae.

## Publication originale
- Simon, 1886 : « Matériaux pour servir à la faune arachnologiques de l'Asie méridionale. III. Arachnides recueillis en 1884 dans la presqu'île de Malacca, par M. J. Morgan. IV. Arachnides recueillis à Collegal, district de Coimbatoore, par M. A. Theobald G. R. » Bulletin de la Société zoologique de France, vol. 10, p. 436-462 (texte intégral).